# Craps (After Hours)
Craps (After Hours) es el segundo álbum del comediante estadounidense Richard Pryor, lanzado en 1971 con el sello Laff Records. Fue lanzado durante el período de transición del comediante de un cómico de estilo "Cosbyized" a un tipo de humor crudo más improvisado, socialmente consciente y controvertido que Pryor ayudaría a ser pionero durante la década de 1970. Se repitieron varios monólogos del álbum para la película de concierto debut de Pryor, Live & Smokin ', aunque esa película se llevará a cabo desde su lanzamiento hasta 1985 como una cinta de video VHS. Grabado en el club de Redd Foxx en Hollywood, Pryor es presentado por el maestro de ceremonias como "el príncipe heredero de la comedia".
Por alguna razón desconocida, posiblemente una mezcla en el productor discográfico, algunos LP fueron presentados por un cómico conocido como Hotshot Hogan en el lado B. 
El segundo lado de este álbum fue relanzado más tarde en un LP dividido con Redd Foxx, "Pryor Goes Foxx Hunting" (Laff A170). 

## Listado de pistas
1. "Gettin' High"
2. "Fuck From Memory"
3. "Big Tits"
4. "Gettin' Some"
5. "The President" (later reissues as "President Nixon")
6. "Tryin' to Get Some"
7. "Cool"
8. "Cops/The Line-Up"
9. "Masturbating"
10. "Religion"
11. "Black Preachers"
12. "Being Born"
13. "Blow Our Image"
14. "Blackjack"
15. "I Spy Cops"
16. "Sugar Ray"
17. "White Folks"
18. "Indians"
19. "Ass Wupin'"
20. "Got a Dollar"
21. "Pres' Black Baby"
22. "Dope/Wino/Panthers"
23. "After Hours"
24. "280 Pound Ass"
25. "Crap Game"
26. "Insurance Man"
27. "Black and Proud"
28. "Gettin' the Nut"
29. "Jackin' Off"
30. "Snappin' Pussy"
31. "Fartin'"[2]